# Jan van de Kant
Jan van de Kant is een Nederlands ondernemer en voormalig voorzitter van betaaldvoetbalclub FC Utrecht.

## Carrière
Van de Kant was van 1994 tot 1996 voorzitter van de Utrechtse eredivisionist. Hij was de opvolger van Ted Elsendoorn, die een jaar de club had geleid. De club presteerde met een 15e en een 12e plaats niet geweldig tijdens zijn voorzitterschap. Na twee jaar gaf hij het stokje over aan Hans Herremans, maar bleef als bestuurder actief binnen de club.
Van de Kant werd mede verantwoordelijk gehouden voor de financiële crisis die FC Utrecht rond de millenniumwisseling teisterde, en die de ploeg met een schuld van 40 miljoen euro opzadelde. Op 6 mei 2003 trad hij, onder druk van de supporters, dan ook af als vicevoorzitter, samen met voorzitter Erik-Jan Visser en de Raad van Commissarissen. De daaropvolgende dag vroeg de supportersvereniging aan de KNVB een stadionverbod uit te schrijven voor de oud-voorzitter.